# Symphylus caribbeanus
Symphylus caribbeanus är en insektsart som beskrevs av George Willis Kirkaldy 1909. Symphylus caribbeanus ingår i släktet Symphylus och familjen sköldskinnbaggar. Inga underarter finns listade i Catalogue of Life.